# Chupta
Il Chupta (in russo Хупта?) è un fiume della Russia, affluente di destra della Ranova. Scorre nell'oblast' di Rjazan'.
Il fiume scorre per metà del suo corso in direzione sud-ovest poi, dopo l'insediamento di Aleksandro-Nevskij, con un ampio giro svolta verso nord. Ha una lunghezza di 101 km, l'area del suo bacino è di 1470 km². Sfocia nella Ranova a 68 km dalla foce dopo aver attraversato la città di Rjažsk.